# Nazionale maschile di pallacanestro del Paraguay
La nazionale di pallacanestro del Paraguay è la rappresentativa cestistica del Paraguay ed è posta sotto l'egida della Federazione cestistica del Paraguay.

## Piazzamenti

### Campionati del mondo
- 1954 - 9°
- 1967 - 13°

### Campionati americani
- 1989 - 10°
- 2011 - 9º
- 2013 - 10°

### Campionati sudamericani
- 1940 - 6°
- 1941 - 6°
- 1943 - 5°
- 1949 - 6°
- 1953 - 4°
- 1955 -  2°
- 1958 -  3°

- 1960 -  2°
- 1961 - 4°
- 1963 - 5°
- 1966 - 8°
- 1968 - 4°
- 1969 - 7°
- 1971 - 7°

- 1973 - 7°
- 1976 - 4°
- 1977 - 8°
- 1979 - 6°
- 1981 - 6°
- 1983 - 7°
- 1985 - 6°

- 1987 - 5°
- 1989 - 6°
- 1991 - 7°
- 1993 - 4°
- 1995 - 5°
- 1997 - 7°
- 1999 - 5°

- 2001 - 5°
- 2003 - 6°
- 2004 - 6°
- 2010 - 5°
- 2012 - 5°
- 2014 - 5°
- 2016 - 6°

### Giochi panamericani
- 1951 - 7°

## Formazioni

### Campionati del mondo
Campionato mondiale maschile di pallacanestro 19543 Zapattini, 4 Cálcena, 5 Coscia, 6 Bendlin, 7 Mongelós, 8 Yegros, 9 Olavarrieta, 10 Abente, 11 Gorostiaga, 12 Bogado, 13 Isusi, 14 Amarilla,        All. Carlos Rojas y Rojas
Campionato mondiale maschile di pallacanestro 19674 Bogarín, 5 J. Martinessi, 6 Calonga, 7 Fernández, 8 González, 9 Echagüe, 10 Lezcano, 11 Castro, 12 Alvarenga, 13 M. Martinessi, 15 Pagliaro,        All. Américo Bacigalupo

### Campionati americani
Campionato americano maschile di pallacanestro 19894 González, 5 Ljubetich, 6 Vega, 7 Koppman, 8 Ocampos, 9 Dose, 10 Ochipinti, 11 Cabrera, 12 Schmeda, 13 Cristaldo, 14 Maciel, 15 Penzkofer,        All. Carlos Ljubetic
Campionato americano maschile di pallacanestro 20114 Torres, 5 Pérez, 6 Martínez, 7 Zanotti, 8 Sánchez, 9 Ozuna, 10 Mellone, 11 Araújo, 12 Fabio, 13 Rodas, 14 Peralta, 15 López,        All. Arturo Álvarez
Campionato americano maschile di pallacanestro 20134 Ljubetich, 5 Bareiro, 6 Vallejos, 7 Dose, 8 Sánchez, 9 Mellone, 10 Peralta, 11 Araújo, 12 Fabio, 13 Ortiz, 14 González, 15 López,        All. Ariel Rearte

### Campionati sudamericani
Campionato sudamericano maschile di pallacanestro 1953Amarilla, Asereto, Bacigalupo, Bogado, Cálcena, Camacho, Duarte, Gorostiaga, Isusi, Martino, Mongelós, Olavarrieta, Vera, Zapattini, All. -
Campionato sudamericano maschile di pallacanestro 1955Bacigalupo, Bogado, Bogarín, Camacho, González, Gorostiaga, Isusi, Olavarrieta, Re, Velázquez, Yegros, Zapattini, All. Óscar Amarilla
Campionato sudamericano maschile di pallacanestro 1958Bendlin, Bogado, Bogarín, Calonga, Fiorio, González, Gorostiaga, Insaurralde, Isusi, Olavarrieta, Velázquez, F. Yegros, R. Yegros, Zapattini, All. Óscar Amarilla
Campionato sudamericano maschile di pallacanestro 1960Alvarenga, Bogado, Bogarín, Calonga, Cordero, Fiorio, Genovese, Gorostiaga, Isusi, Montaner, Velázquez, Yegros, All. -
Campionato sudamericano maschile di pallacanestro 19613 Tapiola, 4 Alvarenga, 5 Cordero, 6 Bendlin, 7 Calonga, 8 Gorostiaga, 9 Insaurralde, 10 Fiorio, 11 Velázquez, 12 Bogado, 13 Isusi, 14 Yegros,        All. -
Campionato sudamericano maschile di pallacanestro 19734 Ibarrola, 5 Arruabarrena, 6 Scappini, 7 Pavón, 8 Fernández, 9 González, 10 Sánchez, 11 Zubizarreta, 12 Castro, 13 Kublick, 14 Couchonal, 15 Brown,        All. Osvaldo Domínguez
Campionato sudamericano maschile di pallacanestro 1976Aguilera, Amadeo, Aponte, Brown, Centurión, Couchonal, Ferrario, F. González, L. González, Ibarrola, Martínez, Reyes, All. Sindulfo Salinas
Campionato sudamericano maschile di pallacanestro 1997Carrillo, Dose, Gamón, Laratro, Márquez, Martinessi, Martínez, Ochipinti, Penzkofer, Ramos, Velázquez, Villalba, All. Andrés Gómez
Campionato sudamericano maschile di pallacanestro 2001Aceval, Araújo, Brizuela, Carrillo, Dose, Laratro, Martinessi, Martínez, Paniagua, Riveros, Tovar, Zanotti, All. Juan Pablo Feliú
Campionato sudamericano maschile di pallacanestro 20034 Ferrari, 5 Pérez, 6 Yugovich, 7 Mora, 8 Viveros, 9 Ortiz, 10 Laratro, 11 Tovar, 12 Brizuela, 13 Márquez, 14 Carrillo, 15 Araújo,        All. Santiago Ochipinti
Campionato sudamericano maschile di pallacanestro 20044 Acosta, 5 Pérez, 6 Martínez, 7 Zanotti, 8 Paniagua, 9 Rivero, 10 R. Laratro, 11 Araújo, 12 Dose, 13 G. Laratro, 14 Fernández, 15 Martinessi,        All. Juan Pablo Feliú
Campionato sudamericano maschile di pallacanestro 20104 S. López, 5 Pérez, 6 Martínez, 7 Zanotti, 8 Paniagua, 9 Torres, 10 Acosta, 11 Araújo, 12 A. López, 13 Fabio, 14 Aponte, 15 Rodas,        All. Arturo Álvarez
Campionato sudamericano maschile di pallacanestro 20124 Riveros, 5 Pérez, 6 Martínez, 7 Zanotti, 8 Sánchez, 9 Ozuna, 10 Mellone, 11 Araújo, 12 Fabio, 13 Ortiz, 14 Peralta, 15 Bareiro,        All. Arturo Álvarez
Campionato sudamericano maschile di pallacanestro 20140 A. Peralta, 4 Bareiro, 5 Pérez, 6 Aponte, 7 Zanotti, 8 Sánchez, 9 Mellone, 10 Vallejos, 11 Araújo, 12 Fabio, 13 Ortiz, 14 N. Peralta, 15 López,        All. Ariel Rearte
Campionato sudamericano maschile di pallacanestro 20164 G. Peralta, 5 Pérez, 6 Vallejos, 7 Zanotti, 8 Riveros, 9 Mellone, 10 Sánchez, 11 Bareiro, 12 Fabio, 13 A. Peralta, 14 Laratro, 15 López,        All. Marcelo Pfleger

### Giochi panamericani
Template:Paraguay di pallacanestro ai giochi panamericani 1951